# Code Age Commanders: Tsugu Mono Tsuga Reru Mono
Code Age Commanders: Tsugu Mono Tsuga Reru Mono (コード・エイジ コマンダーズ ～継ぐ者 継がれる者～?) è un videogioco sviluppato e pubblicato nel 2005 da Square Enix per PlayStation 2.
Il videogioco di ruolo fa parte della serie Code Age che include il manga Code Age Archives e il gioco per cellulari Code Age Brawls. Nonostante fosse prevista la pubblicazione del videogioco in America settentrionale nel 2006 e alcune caratteristiche del gioco fossero sviluppate pensando al mercato statunitense, il videogioco è stato distribuito esclusivamente in Giappone a causa delle scarse vendite e della commercializzazione della PlayStation 3.